# Mirosław Car
Mirosław Car (Bielsk Podlaski, 24 de noviembre de 1960 - ibídem, 7 de junio de 2013) fue un futbolista profesional polaco que jugaba principalmente en la demarcación de defensa.

## Biografía
Mirosław Car debutó en 1978 a los 18 años de edad con el Tur Bielsk Podlaski. Permaneció en el club durante tres temporadas. Posteriormente fue traspasado al Legia de Varsovia, donde jugó dos temporadas en las que pudo conseguir la Copa de Polonia en 1981. Tras su paso por el Legia, Car fichó por el Motor Lublin durante tres temporadas, antes de ser traspasado al Jagiellonia Białystok, donde permaneció otras tres temporadas, consiguiendo en la segunda la I Liga. Tras acabar su etapa en el club volvió al club en el que debutó, el Tur Bielsk Podlaski, para retirarse en 1990.
Mirosław Car falleció el 7 de junio de 2013 a los 52 años de edad.

## Clubes
| Club                  | País    | Año         |
| --------------------- | ------- | ----------- |
| Tur Bielsk Podlaski   | Polonia | 1978 - 1981 |
| Legia de Varsovia     | Polonia | 1981 - 1983 |
| Motor Lublin          | Polonia | 1983 - 1986 |
| Jagiellonia Białystok | Polonia | 1986 - 1989 |
| Tur Bielsk Podlaski   | Polonia | 1989 - 1990 |

## Palmarés
Legia de Varsovia
- Copa de Polonia: 1981

Jagiellonia Białystok
- I Liga: 1987